# Dick Dietz
Pour les articles homonymes, voir Dietz.
Dick Dietz, né le 18 septembre 1941 à Crawfordsville (Indiana) et décédé le 29 juin 2005, était un receveur en Ligue majeure de baseball de 1966 à 1973.

## Carrière
En carrière chez les San Francisco Giants (1966-1971), les Los Angeles Dodgers (1972) puis les Atlanta Braves (1973), il disputa 646 matchs pour une moyenne de .261 au passage à la batte, 66 coups de circuit et 301 points produits. Il fut sélectionné au match des étoiles en 1970.